# 磐城団
磐城団（いわきだん）は、9世紀から10世紀の日本で陸奥国に置かれた軍団の一つで、当時の磐城郡、現在のいわき市にあったと推定される。

## 歴史
古代日本の軍団制は大宝元年（701年）の大宝令までに実施されたと推定される。陸奥国では8世紀に蝦夷との戦争が激化しており、複数の軍団が存在したはずだが、軍団の名はわずかしか伝わっていないので、磐城団が置かれたかは不明である。
2軍団になった弘仁2年（811年）に磐城団はなく、弘仁6年（815年）8月の6団体制でも置かれなかった。確実に存在するのは承和15年（847年）で、前の6団に磐城団が見えないこと、この後陸奥国は7団体制で続いたことから、815年と847年の間に磐城団が新設されたと推定される。推定設置年をもう少し狭めようとする説が様々にある。
史料中、磐城団への唯一の言及は、『続日本後紀』承和15年（847年）5月13日の記事で、この日に磐城団の擬少毅陸奥丈部臣継島と擬主帳で伊具郡麻続郷の戸主陸奥臣善福が、阿倍陸奥臣の姓を与えられた。
磐城団の兵士は、白河団・行方団・安積団の兵士とともに、交代で多賀城の国府に上って守備にあたった。
10世紀に編まれた延喜式にも陸奥国に7団を置くことが規定されており、その中に磐城団があったと推測される。廃止時期は不明だが、この頃既に軍団は形骸化していた。